# Promiscuous mode
Promiscuous mode или promisc mode — так называемый «неразборчивый» режим, в котором сетевая плата позволяет принимать все пакеты независимо от того, кому они адресованы.
В нормальном состоянии на Ethernet-интерфейсе используется фильтрация пакетов канального уровня и если MAC-адрес назначения в заголовке принятого пакета не совпадает с MAC-адресом текущего сетевого интерфейса и не является широковещательным, то пакет отбрасывается. В «неразборчивом» режиме фильтрация на сетевом интерфейсе отключается и все пакеты, включая непредназначенные текущему узлу, пропускаются в систему.
Большинство операционных систем требует прав администратора для включения «неразборчивого» режима. Данный режим позволяет мониторить трафик только в данном коллизионном домене (для Ethernet или беспроводных сетей) или кольце (для сетей Token ring или FDDI), потому использование сетевых концентраторов является менее безопасным решением, чем использование коммутаторов, так как последние в нормальном режиме работы не передают трафик всем вне зависимости от адреса назначения.
Однако, есть случай, при котором коммутаторы всё равно срабатывают в отношении нешироковещательных фреймов так же, как концентраторы. Например, при отсутствии MAC-адреса получателя в таблице коммутации. В таком случае производится отправка на все порты коммутатора сразу, порт, с которого придёт ответ на этот фрэйм (с соответствующим адресом отправителя), вносится в таблицу коммутации, после чего коммутатор отправляет фреймы уже в соответствии с записью в таблице — конкретно на порт с приписанным MAC-адресом для этого получателя.
«Неразборчивый» режим часто используется снифферами — специализированными программами, позволяющими отображать и анализировать сетевой трафик для диагностики сетевых неполадок. Такие программы позволяют легко перехватывать пароли и конфиденциальные данные, передаваемые по сети в незащищённом виде. Чтобы избежать этого, рекомендуется использовать защищенные протоколы, в том числе SSL и различные варианты VPN/IPSec.

## Программы, которые используют этот режим
- Aircrack-ng
- KisMAC (для WLAN)
- AirSnort (для WLAN)
- Wireshark (бывшее Ethereal)
- tcpdump
- IPTraf
- PRTG
- Kismet
- VMware's VMnet (Сетевой мост)
- Cain and Abel
- Driftnet Software
- Microsoft Windows Network Bridge
- XLink Kai
- WC3Banlist
- Snort
- ntop
- VirtualBox (Сетевой мост)
- SmartSniff
- Darkstat